# Station Łożnica
Station Łożnica is een spoorwegstation in de Poolse plaats Łoźnica.